# Ambrose Pitchaimuthu
Ambrose Pitchaimuthu (ur. 3 maja 1966 w Cheyyur) – indyjski duchowny katolicki, biskup Vellore od 2024.

## Życiorys

### Prezbiterat
Święcenia kapłańskie otrzymał 25 marca 1993 i został początkowo inkardynowany do archidiecezji Madrasu i Myliaporu, w 2002 został włączony do duchowieństwa nowo powstałej diecezji Chingleput. Pracował głównie jako duszpasterz parafialny, był także m.in. wicerektorem seminarium w Chennai (2001–2008), wikariuszem generalnym diecezji Chingleput (2008–2015) oraz krajowym dyrektorem Papieskich Dzieł Misyjnych (2018–2024).

### Episkopat
9 listopada 2024 papież Franciszek mianował go biskupem diecezji Vellore. Sakry udzielił mu 9 grudnia 2024 arcybiskup George Antonysamy.